# 松平近貞 (出雲国広瀬藩主)
松平 近貞（まつだいら ちかさだ）は、出雲広瀬藩の第6代藩主。直政系越前松平家広瀬藩分家6代。

## 経歴
第4代藩主・松平近明の三男。母は側室の千寿院。宝暦7年（1757年）、兄の松平近輝が嗣子無くして死去したため、その跡を継いだ。このとき、諱を近峰から近貞へ改めている。
安永2年（1773年）7月4日、従兄の津山藩主松平長孝の次男直義を養嗣子として迎え、同年11月23日に隠居して家督を譲って隠居し、大内記と号した。天明5年（1785年）9月7日、江戸にて53歳で死去した。隠居後に生まれた実子の直寛は、直義の順養子となった。